# ريمينغتون رآند
ريمينغتون رآند كانت شركة أمريكية رائدة في مجال تصنيع آلات الأعمال إذ تخصصت عند تأسيسها في عام 1927 في مجال تصنيع الآلات الكاتبة، ثُم تحولت بعد ذلك إلى تصنيع أجهزة الحواسب المركزية من خلال تصنيع سلسلة حواسب يونيفاك.
تأسست شركة ريمينغتون راند عام ١٩٢٧ كنتيجة لاندماج مجموعة من الشركات التي تخصصت في تصنيع منتجات متنوعة مثل ماكينات الحلاقة الكهربائية، والمعدات المكتبية وغيرها، كما أنتجت الشركة مسدسات كولت إم1911 التي استخدمتها القوات المسلحة الأمريكية خلال الحرب العالمية الثانية.
بعد عام ١٩٥٥، شهدت ريمينغتون راند سلسلة طويلة من عمليات الدمج والاستحواذ، والتي أسفرت في النهاية عن تأسيس شركة يونيسيس.

## المقر الرئيسي
كان مبنى المقر الرئيسي لشركة ريمينغتون راند عبارة عن ناطحة سحاب تتألف من ٢٠ طابقًا اكتمل بناؤها عام ١٩١١ في ٣١٥ شارع بارك أفينيو ساوث بمدينة نيويورك.

## التاريخ
تأسست شركة ريمينغتون راند عام ١٩٢٧ كنتيجة لاندماج شركة ريمينغتون للآلات الكاتبة وشركة راند كاردكس، والتي أُدرج أحد أقدم مصانعها، وهو مجمع شركة هيرشل-سبيلمان للسيارات سابقًا، في السجل الأمريكي الوطني للأماكن التاريخية عام ٢٠١٣. حققتت الشركة نجاحا ملحوظا أتاح لها المضي قدما نحو مزيد من التوسعات، فخلال العام الأول من إنشاءها، استحوذت ريمينغتون راند على شركة دالتون للآلات الحاسبة، وشركة باورز للآلات المحاسبية، وشركة بيكر-فاوتر، وشركة كالامازو للأوراق الملفوفة.
شهدت شركة ريمينغتون راند خلال عامي ١٩٣٦ - ١٩٣٧ موجة أضرابات عمالية كنتيجة للاستغناء عن عدد من عمال وموظفي المصانع والشركات التي تم الاستحواذ عليها تخفيضًا للنفقات بالتزامن مع اندلاع الحرب العالمية الثانية مما تسبب في وقوع أعمال عنف واضطرابات داخل الشركة. وفي عام ١٩٤٢ تعاقدت شركة ريمينغتون راند مع الحكومة الأمريكية حتى عام 1945 على تصنيع للمسدس نصف الآلي كولت إم1911 عيار ٠.٤٥ الذي استخدمته القوات المسلحة الأمريكية خلال الحرب العالمية الثانية. أنتجت شركة ريمنجتون راند مسدسات كولت إم1911 أكثر من أي شركة مصنعة أخرى خلال فترة الحرب، وهو ما جعل ريمنغتون راند تحتل المرتبة 66 بين كبرى شركات الولايات المتحدة من حيث قيمة عقود الإنتاج العسكري خلال الحرب العالمية الثانية.
وفي عام 1950، استحوذت شركة ريمنغتون راند على شركة إيكرت-ماوتشلي للحواسب، والتي أسسها صانعو جهاز الحاسوب والمكامل الرقمي الإلكتروني إنياك، وفي عام 1952، استحوذت شركة ريمنغتون راند على شركة أبحاث الهندسة الرائدة في مجال الحوسبة الإلكترونية. في ذلك الوقت، وبذلك أصبحت ريمنغتون راند واحدة من كبرى شركات الحواسب في الولايات المتحدة الأمريكية في ذلك الوقت. وفي 14 يونيو (حزيران) 1951، طرحت شركة ريمنغتون راند أول جهاز حاسوب من إنتاجها، وهو جهاز يونيفاك 1. كانت العديد من فروع القوات المسلحة الأمريكية، بما في ذلك القوات الجوية الأمريكية والجيش الأمريكي، من بين أوائل من استخدموا أجهزة الحواسب. وعندما بدأت الشركات في شراء أجهزة الحواسب، كانت عادة ما تتركها في منشأة شركة ريمنغتون راند نظرًا لحجمها الكبير وضخامتها، فقد كان حجم جهاز يونيفاك 1 يعادل تقريبًا حجم مرآب سيارة واحدة، وقد أنتجت منه الشركة 46 وحدة، وبلغ سعر الوحدة الواحدة منها مليون دولارًا أمريكيا.
استحوذت شركة سبيري على شركة ريمينغتون راند عام 1955 لتكونا معا شركة سبيري راند، والتي اختصر اسمها لاحقا لتتحول إلى شركة سبيري. وعلى الرغم من الاستحواذ، استمرت علامة "ريمينغتون راند" التجارية كقسم فرعي تابع لشركة سبيري لسنوات عديدة قبل اندماج شركة سبيري مع شركة بوروز في عام 1986 ليكونا معا شركة يونيسيس.

### إضراب العمال ١٩٣٦-١٩٣٧
شهدت شركة ريمينغتون راند إضرابًا عماليًا كبيرًا خلال الفترة بين عامي ١٩٣٦ و١٩٣٧. كانت ريمينغتون راند قد اشترت شركة نويزلس تايبترايتس في عام ١٩٢٤، وظلت الشركة محتفظة باسمها، بينما كان عمالها يتقاضون رواتبهم من شركة ريمينغتون راند عندما بدأ الاتحاد الفيدرالي، التابع للاتحاد الأمريكي للعمل إضرابًا عاما بالشركة. وفي صيف عام ١٩٣٦ حاول جيمس راند الابن فض الإضراب بتسريح عمال النقابات وتوظيف عمال جدد، كما هدد بإغلاق المصنع، مما أجج غضب العمال المضربين للدرجة التي اضطر معها للاستعانة بشرطة الولاية والشرطة المحلية لمنع المضربين من إلقاء الحجارة على العاملين والمركبات بالشركة. استخدم جيمس راند الابن مع العمال المضربين أيضًا أسلوب الدعاية السلبية حول إضرابات النقابات، فقام بنشر الشائعات واتهام المضربين النقابيين بالإضرار بعائلاتهم إذ لم يعد لديهم دخل لإعالتهم بسبب بطالتهم. كما وصف المضربين النقابيين في كثير من الأحيان بالشيوعيين أو الفوضويين، لإثارة كراهية العامة ضدهم.
وفي عام ١٩٣٧، أصدر المجلس الوطني لعلاقات العمل قرارًا لصالح العمال، وأمر المجلس جيمس راند الابن بالتوقف عن التدخل في شؤون نقابات الموظفين وحقهم في التنظيم، وبعد انتهاء الإضراب في صيف عام ١٩٤٠، أُغلق مصنع ميدلتاون نهائيًا، تاركًا ١٢٠٠ موظفًا من دون عمل. ولا تزال هناك معارك قانونية تُخاض من أجل الموظفين الذين شاركوا في الإضراب أثناء إغلاق المصنع. أصبح مبنى المصنع في الوقت الراهن مقرًا لمصنع جعة ستابورن بيوتي.

## المنتجات

### الآلات الكاتبة

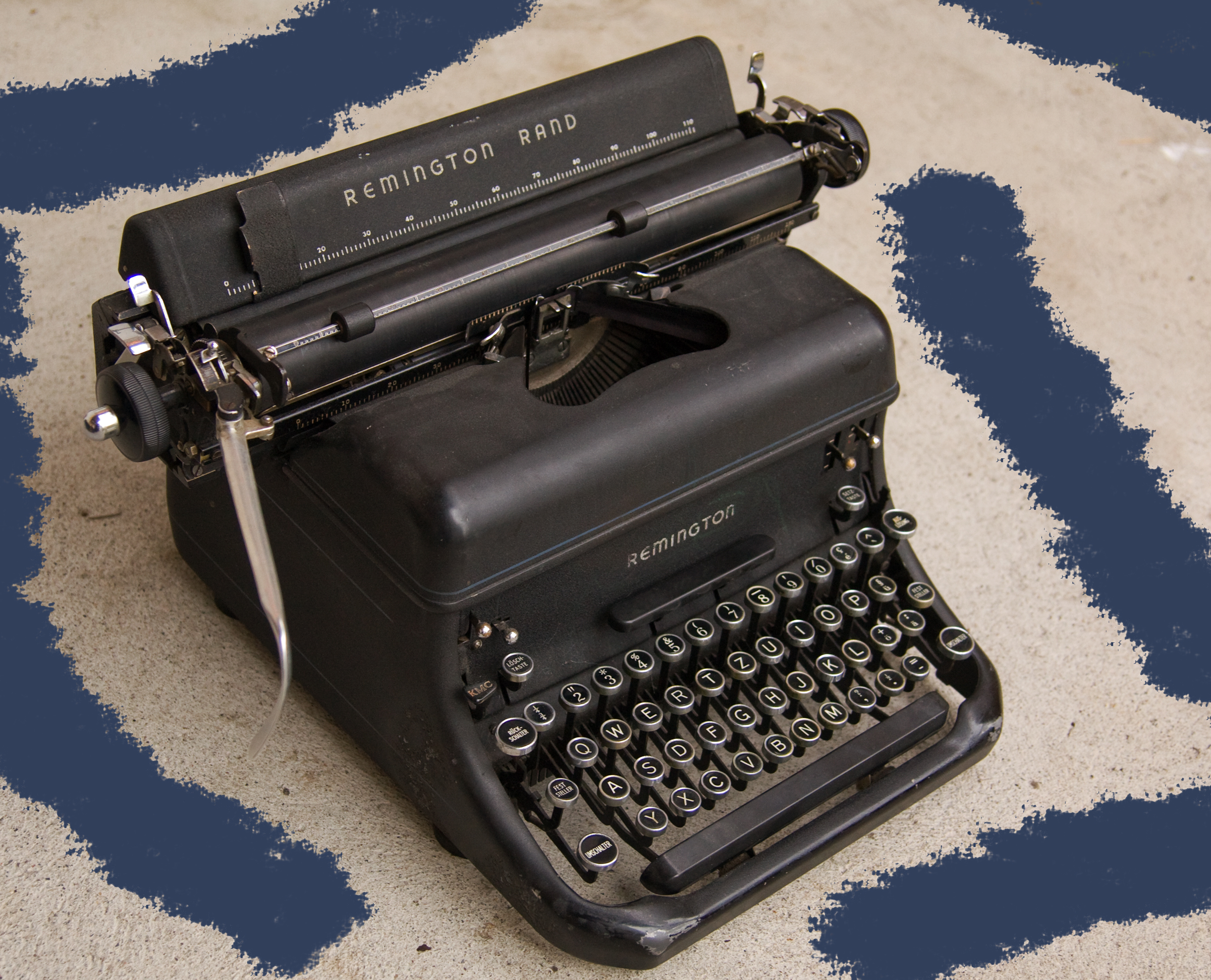
آلة كاتبة ألمانية من طراز ريمينغتون كي إم سي تعود إلى عام 1947

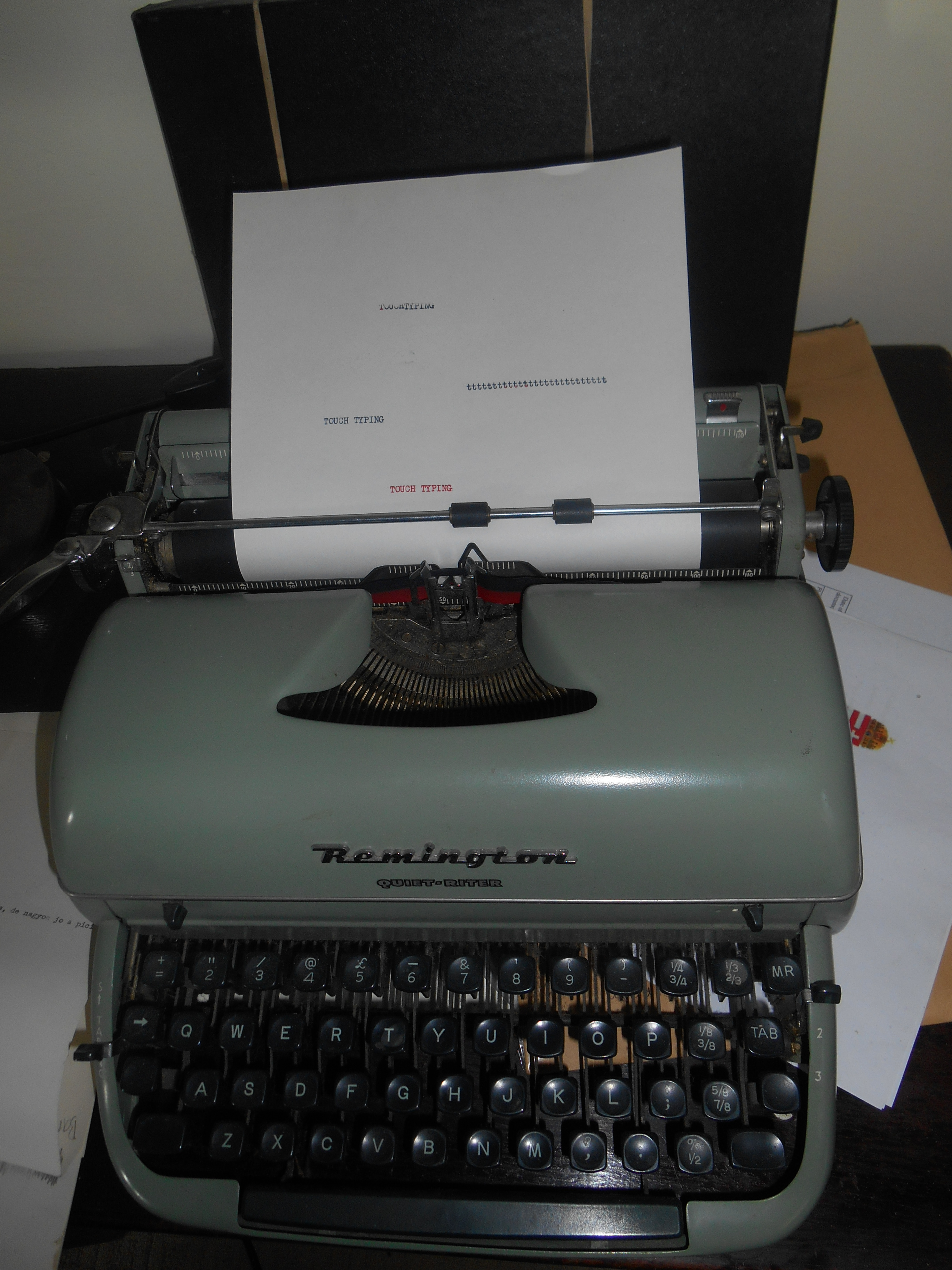
آلة كاتبة بريطانية من طراز ريمينغتون كوايت رايتر تعود إلى خمسينيات القرن العشرين

كانت شركة ريمينغتون في البداية وقبل اندماجها مع شركة راند كاردكس لتكوين ريمينغتون راند واحدة من الشركات الرائدة في مجال تصنيع الآلات الكاتبة، فقد كانت أول شركة تستخدم تصميم لوحة مفاتيح كويرتي بعد أن اشترت التصميم من مخترعه كريستوفر شولز. كان الإصدار الأول لآلة ريمينغتون الكاتبة من طراز آلة شولز وغلايدن الكاتبة هو أول إصدار يُطرح في الأسواق من ذلك الطراز، والذي كان يتميز بأن جميع أزرار لوحة مفاتيح الآلة الكاتبة كانت بأحرف كبيرة. تأسست شركة ريمينغتون للآلات الكاتبة عام 1886، وبعد اندماجها عام 1927، واصلت شركة ريمينغتون راند تصنيع وبيع الآلات الكاتبة.

### مسدس كولت إم1911

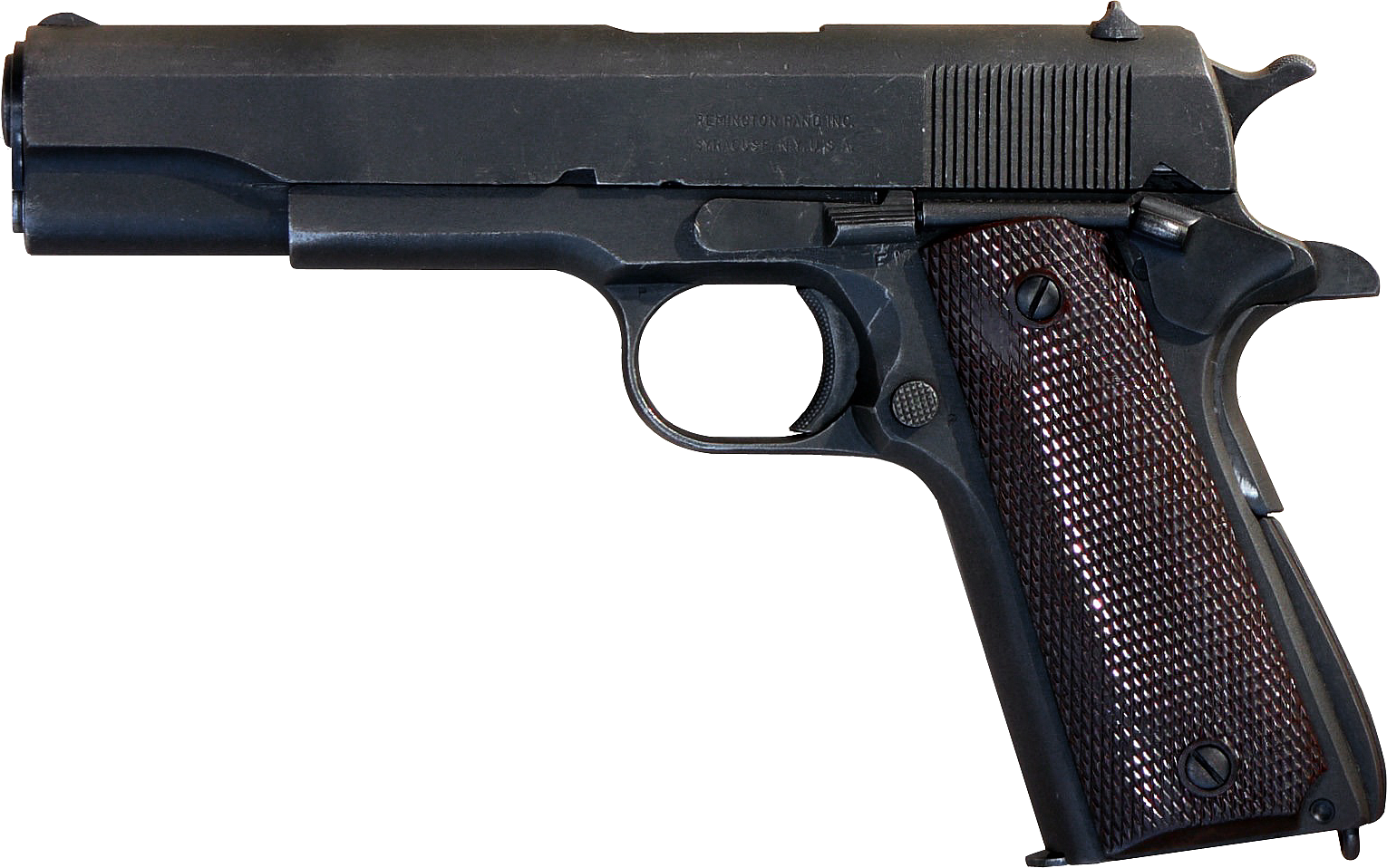
مسدس كولت إم1911إيه1 نصف الآلي من إنتاج شركة ريمينغتون راند، والذي استخدمه الجيش الأمريكي في الحرب العالمية الثانية

أنتجت شركة ريمنغتون راند أثناء الحرب العالمية الثانية 958,764 نسخة مرخصة من مسدس كولت إم1911 للمجهود الحربي خلال الفترة ما بين عامي 1943 و1945. وقد شُحنت هذه النسخ إلى مستودع سبرينغفيلد للأسلحة مع استيفاء كل عقد. كانت شركة كولت التي تخصصت في تصنيع هذا الطراز قد عجزت عن تلبية الطلب على منتجاتها بسبب الحرب، وهو ما حعلها تستعين بشركات أخرى مثل ريمنغتون راند، وسينغر كوربوريشن، ويونيون سويتش آند سيغنال، وشركة ريمنغتون للأسلحة، وشركة إيثاكا غان لتلبية حاجة السوق، ثم ألغيت جميع عقود تصنيع المسدس كولت إم1911إيه1 بعد انتهاء الحرب.

### يونيفاك
كان جهاز يونيفاك 1 هو ثاني حاسوب تجاري في العالم يُصنع في الولايات المتحدة الأمريكية، وقد صممه بشكل أساسي كل من جون برسبر إيكيرت وجون ماكلي، مخترعا جهاز إنياك الذان بدءا أعمال التصميم من خلال شركتهما، شركة إيكرت-ماوكلي للحواسيب، قبل أن تستحوذ عليها شركة ريمنغتون راند وتتولى إكمال التصميم، وطرح الجهاز في الإسواق تحت اسم يونيفاك في السنوات التي سبقت ظهور النماذج اللاحقة من يونيفاك 1. كان مكتب الإحصاء الأمريكي هو أول من حصل على جهاز يونيفاك في 31 مارس (آذار) 1951 قبل افتتاحه الرسمي في 14 يونيو (حزيران) 1951. كما استخدمت شبكة سي بي إس الإصدار الخامس من الجهاز، والتي كان قد طُور خصيصًا لصالح هيئة الطاقة الذرية الأمريكية، للتنبؤ بنتيجة الانتخابات الرئاسية الأمريكية عام 1952، وباستخدام عينة من 1% من الناخبين، تمكن الجهاز من توقع فوز أيزنهاور في الانتخابات.
في عام 1949، صممت شركة ريمينغتون راند آلة ريمينغتون راند 409، وهي آلة حاسبة مبرمجة ببطاقة مثقبة مزودة بلوحة تحكم، ومع ذلك لم يتم طرحها في الأسواق كمنتج حتى عام 1952 تحت اسم يونيفاك 60، ثم طُرح إصدار جديد منها بذاكرة مضاعفة في عام 1953 تحت اسم يونيفاك 120. استمرت شركة ريمينغتون راند أيضًا في بيع أنظمة البطاقات المثقوبة، بعد استحواذها على شركة باورز للآلات المحاسبية في عام ١٩٢٨، وحتى خمسينيات القرن العشرين.

### ماكينات الحلاقة الكهربائية
صنعت شركة ريمينغتون راند كذلك ماكينات الحلاقة الكهربائية بدءًا من عام ١٩٣٧، وحتى باعت شركة سبيري قسم إنتاج ماكينات الحلاقة الكهربائية في عام ١٩٧٩ إلى فيكتور كيام، الذي أصبح المتحدث الرسمي باسم شركة منتجات ريمينغتون الجديدة، ثم بِيعت منتجات شركة ريمينغتون عام ٢٠٠٣ إلى شركة رايوفاك لتصنيع البطاريات، والتي أصبحت تُعرف لاحقًا باسم سبكتروم براندز.

## عقود الرعاية
كانت شركة ريمينغتون راند راعيًا مشاركًا منتظمًا لبرنامج "ما هو خطي؟" طوال معظم فترة عرضه على قناة سي بي إس.